# Škoflje (gmina Ivančna Gorica)
Škoflje – wieś w Słowenii, w gminie Ivančna Gorica. W 2018 roku liczyła 44 mieszkańców.